# کاپووار
شهر کاپووار (به مجاری: Kapuvár) در دیور-موشون-شوپرون در کشور مجارستان واقع شده‌است. جمعیت این شهر ۱۰٫۵۸۸ نفر است.